# Territorio della Louisiana
Il Territorio della Louisiana (inglese: Territory of Louisiana o Louisiana Territory) era un territorio incorporato organizzato degli Stati Uniti dal 4 luglio 1805 fino al 4 giugno 1812, quando diventò il Territorio del Missouri. Il territorio era formato dal Distretto della Louisiana, che consisteva nella porzione dell'Acquisto della Louisiana a nord del 33º parallelo (che ora è il confine tra l'Arkansas e la Louisiana).

## Governo
Il capoluogo del territorio era l’allora minuscola Saint Louis. La popolazione di origine europea risultava ammontare solamente in 20.845 persone.